# Raffaello Martinelli
Raffaello Martinelli, né le 21 juin 1948 à Villa d'Almè, dans la province de Bergame, est un prélat  catholique italien, évêque de Frascati de 2009 à 2023, officiel de la Congrégation pour la doctrine de la foi à partir de 1980 puis membre de la Congrégation pour la cause des saints depuis 2009. Il a également été chargé de coordonner les travaux de rédaction du Catéchisme de l'Église catholique.

## Biographie
Ordonné prêtre en 1972, Raffaello Martinelli a reçu l'ordination épiscopale le 12 septembre 2009 en la  basilique Saint-Pierre de Rome, des mains du pape Benoît XVI, en étant coconsacré par les cardinaux Tarcisio Bertone et William Joseph Levada. Il est évêque de Frascati jusqu'à sa retraite le 12 septembre 2023, puis évêque émérite.